# Piotr Małoszewski
Piotr Małoszewski (* 2. Juli 1950 in Krakau; † 21. März 2017 in München) war ein polnischer Geowissenschaftler.

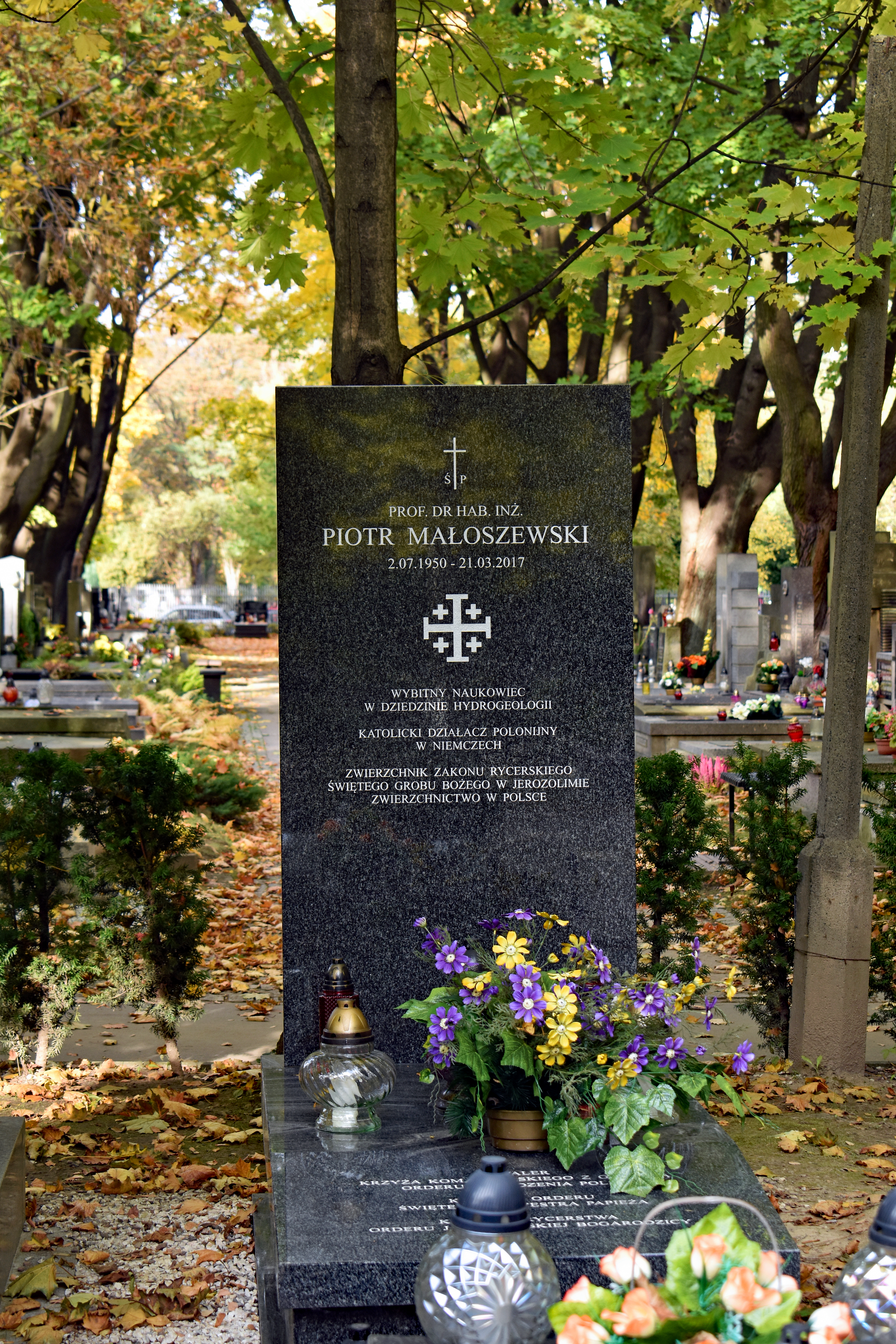
Grab von Piotr Małoszewski

## Leben
Piotr Małoszewski studierte Technische Physik an der AGH Wissenschaftlich-Technische Universität in Krakau; 1978 wurde er am Institut für Geologie an der AGH promoviert.
1993 habilitierte er sich an der Universität Freiburg. Er war am Institut für Kernphysik in Krakau tätig und war als Stipendiat der Alexander von Humboldt-Stiftung außerhalb Polens engagiert. 1999 erfolgte die Berufung zum Universitätsprofessor an die Universität Freiburg. 2000 erfolgte die Ernennung zum Universitätsprofessor an der Fakultät für Geologie, Geophysik und Umweltschutz der AGH Krakau.
2004 wurde Piotr Małoszewski stellvertretender Direktor des Instituts für Grundwasserökologie am Helmholtz-Zentrum München. Er lehrte zudem an der Adam-Mickiewicz-Universität Posen und an den Universitäten in Karlsruhe, Bochum, München und Bern. Für die UNESCO und die Internationale Atomenergie-Organisation (IAEO) lehrte er in Österreich, Ägypten, Ghana und Äthiopien.
Wissenschaftlicher Schwerpunkt seiner Arbeit waren die Hydrologie, Hydrogeologie und Geologie. Er veröffentlichte zahlreiche Arbeiten und war Mitglied der Redaktionen des „Journal of Hydrology“, „Hydrological Science Journal“ und  „Archives of Hydroengineering and Environmental Mechanics“.
Piotr Małoszewski engagierte sich für die Polnische Katholische Mission in München und war Mitbegründer sowie Vizepräsident des Christlichen Zentrums zur Förderung der polnischen Sprache, Kultur und Tradition in Deutschland e.V. Er war Vorsitzender des Obersten Rates der polnischen katholischen Laien in Deutschland. Er war Mitglied des Zentralkomitees der deutschen Katholiken.
Piotr Małoszewski war seit 2006 Mitglied des Ritterordens vom Heiligen Grab zu Jerusalem. Am 9. März 2017 wurde er durch Edwin Frederick Kardinal O’Brien, den Kardinalgroßmeister des Päpstlichen Ritterordens, zum Statthalter des Ritterordens in Polen bestellt. Er wurde am 31. März 2017 in Krakau nach einem Requiem, gehalten durch Kazimierz Kardinal Nycz, Erzbischof von Warschau und Großprior des Ordens in Polen, und Wiesław Lechowicz, Weihbischof sowie Erzbischof-Administrator in Kattowitz, bestattet. In dem Requiem wurde ein Nachruf von dem polnischen Präsidenten Andrzej Duda verlesen.

## Ehrungen und Auszeichnungen
- Orden Polonia Restituta (Offizierskreuz 2000; Komturkreuz 2012; Komtur mit Stern 2016 durch Präsident Andrzej Duda)
- Orden des heiligen Papstes Silvester durch Papst Benedikt XVI. (Komtur 2000)
- Ritterorden vom Heiligen Grab zu Jerusalem (Ritter 2006; Komtur 2010)
- Korbiniansmedaille des Erzbistum München (2015)